# Aguilar de Segarra
Aguilar de Segarra é um município da Espanha na comarca de Bages, província de Barcelona, comunidade autónoma da Catalunha. Tem 43,14 km² de área e em 2021 tinha 286 habitantes (densidade: 6,6 hab./km²).

## Demografia
| Variação demográfica do município entre 1991 e 2004[carece de fontes?] | Variação demográfica do município entre 1991 e 2004[carece de fontes?] | Variação demográfica do município entre 1991 e 2004[carece de fontes?] | Variação demográfica do município entre 1991 e 2004[carece de fontes?] |
| ---------------------------------------------------------------------- | ---------------------------------------------------------------------- | ---------------------------------------------------------------------- | ---------------------------------------------------------------------- |
| 1991                                                                   | 1996                                                                   | 2001                                                                   | 2004                                                                   |
| 191                                                                    | 206                                                                    | 220                                                                    | 230                                                                    |